# Hydrodynamische focusing
Hydrodynamische focusing is een techniek, die in de flowcytometrie wordt gebruikt om een betrouwbare meting van individuele cellen te verkrijgen. Deze techniek wordt toegepast in een hiervoor bestemd apparaat, de flowcytometer.
Nadat de cellen fluorescent zijn gelabeld moeten ze een voor één, in een vloeistofstroom, door een laserstraal worden geleid. Om dit te bereiken wordt gebruikgemaakt van een zogenaamde sheath flow. Dat is een vloeistofstroom, bestaande uit een buffer zoals PBS, die de vloeistofstroom met cellen geheel omringt. De sheath flow heeft een hogere snelheid, waardoor de vloeistofstroom met cellen gefocust wordt. Hierdoor worden de cellen gedwongen een voor een de flow chamber binnen te gaan. Het doel van hydrodynamische focussering is dus het verkrijgen van de juiste oriëntatie van de cel t.o.v. het meetapparaat.
In de flow chamber passeren de cellen de laserstraal. Het fluorescente label wordt dan geëxciteerd, waardoor fluorescentie optreedt. Het geëmitteerde licht kan vervolgens worden opgevangen door een sensor die gekoppeld is aan een PMT-buis.
Hydrodynamische focusing kan niet alleen gebruikt worden voor cellen, maar ook voor andere deeltjes met een diameter van 0,5 tot 40 μm.

## Bron
- Meer informatie, met afbeeldingen